# Утёс Искандера
Утес Искандера — скала, в которой при определенных условиях можно разглядеть силуэт лица. На эту тему в фольклоре Республики Башкортостан есть легенда.

## Легенда о утесе Искандера
На берегу реки Белой есть особый скалистый утес. На первый взгляд, он кажется обычным каменным массивом, но лишь при определенных условиях света и тени, его тайна раскрывается. В определенный промежуток дня, когда светит солнце, можно наблюдать, как на утесе, игра теней открывает удивительное зрелище - силуэт лица из легенды, ожившего на каменной стене. Только немногие способны заметить взгляд, наполненный грустью, обращенный к водам протекающей реки.
Легенда рассказывает о молодом воине Искандере, который был влюблен в прекрасную девушку Алину из соседнего племени. Но их любовь была запрещена из-за вражды между племенами. Воин не мог жить без своей возлюбленной и решил бежать с ней вместе. Они покинули свои племена и отправились вместе на поиски нового дома.
Однако, их путь был не легким. Они бродили по горам и лесам, ушли далеко от места своего проживания и попали на территорию враждующих племен. Их начали преследовать, молодые пустились в бегство. В конце концов, они оказались у реки, где решили отдохнуть и набраться сил. Но их преследователи настигли их здесь. Воин сражался отчаянно, чтобы защитить свою возлюбленную, но был смертельно ранен. Девушка была вынуждена бежать одна, оставив своего возлюбленного умирать на берегу реки.
С тех пор, грустное лицо воина осталось на скале у реки, напоминая о безнадежной любви и жертвенности. Люди считают, что если загадать желание, глядя на скалу, то оно обязательно сбудется, потому что душа воина охраняет реку и тех, кто ее пересекает.

## Расположение
Утёс находится на правом берегу реки Белая, на территории национального парка "Башкирия". Акватория Юмагузинского водохранилища, доступ к месту возможен только по воде, расстояние от плотины ГЭС Юмагузино — 24 км.